# عقیده کاوی
رشد استفاده از اینترنت و شبکه‌های اجتماعی، باعث ایجاد متون انبوهی حاوی عقاید افراد شده‌است که در گذشته قابل ثبت نبوده‌اند. آگاهی از عقاید افراد برای بسیاری از امور مرتبط با تصمیم‌گیری اهمیّت فراوانی دارد. متن‌کاوی که شاخه‌ای از داده‌کاوی است، اطلاعات مفیدی را از متن استخراج می‌کند، ولی برای استخراج عقاید باید سراغ روش‌های پیشرفته‌تری رفت. عقیده‌کاوی به عنوان شاخه‌ای از متن‌کاوی با تمرکز بر روی استخراج عقاید شناخته می‌شود.

## جزئیات
روزانه حجم عظیمی از نظرات توسط کاربران در وب و مخصوصاً در شبکه‌های اجتماعی منتشر می‌شود. به علّت حجم بسیار زیاد آن‌ها، تحلیل و پردازش انسانی عملاً غیرممکن است. عقیده‌کاوی راه حلّی برای تحلیل این نظرات به صورت خودکار می‌باشد. تاریخچهٔ عقیده‌کاوی به دههٔ ۸۰ میلادی بازمی‌گردد. به عنوان مثال می‌توان به تئوری بنفیلد که در سال ۱۹۸۲ انتشار یافته‌است اشاره کرد. جداکردن جملات با استفاده از عناصر نشان‌دهندهٔ احساس مانند کلمات دارای بار معنایی مثبت یا منفی در این تئوری مطرح شده‌است

## زیرمساله‌ها
مساله تحلیل احساسات یا همان عقیده کاوی را بر حسب میزان جزئیات مورد بررسی مساله می‌توان در سه سطح تقسیم‌بندی کرد. در این تقسیم‌بندی هر چه به سمت پایین‌تر می‌رویم میزان بررسی جزئیات تحلیل احساسات بیشتر و با مساله سخت‌تری سروکار داریم:
- سطح سند: سند را می‌توان مجموعه‌ای از جمله‌ها در نظر گرفت. در این سطح، کل سند در مورد یک موجودیت و داری یک قطبیت، مثبت یا منفی در نظر گرفته می‌شود؛ در تحلیل سطح ‌سند فرض بر این است که نظرات تمام متن فقط شامل یک موضوع است. روشن است که در بسیاری از موارد این معقول نخواهد بود.

- سطح جمله: در این سطح، تحلیل روی جمله‌ها با این فرض که جمله در مورد یک موجودیت و قطبیت جمله مثبت یا منفی می‌باشد انجام می‌گیرد. این سطح هم نمی‌تواند جنبه‌های مختلف از یک موجودیت را تحلیل کند. برای مثال، در جمله "این گوشی طراحی خیلی جذابی دارد اما خیلی گران است" هم قطبیت مثبت نسبت به طراحی و هم قطبیت منفی در مورد هزینه دارد. این سطح فقط هنگامی مناسب خواهد بود که جمله دارای یک نظر باشد نه جملات شامل چندین نظر متفاوت.

- سطح جنبه: برای بررسی دقیق‌تر و فائق آمدن به این کاستی‌ها تحلیل احساسات جنبه‌محور که همچنین تحلیل احساسات ویژگی‌محور هم نامیده می‌شود، مطرح گردید که به بررسی جنبه‌ها یا ویژگی‌های گوناگون موجودیت‌ها و تحلیل احساس آنها می‌پردازد. در این سطح از تحلیل احساسات ابتدا موضوعات، موجودیت‌ها و جنبه‌های بیان شده در متن شناسایی و استخراج شده، سپس به تحلیل احساس برای هر کدام از جنبه‌ها می‌پردازد. این رویکرد با شناسایی جنبه‌ها و موضوعات بیان شده نویسنده، اطلاعات کاملی را در اختیار ما می‌گذارد.

## کاربرد عقیده کاوی
عقیده‌کاوی کاربردهای فراوانی دارد. از مهم‌ترین کاربردهای آن می‌توان به دنبال‌کردن عقاید مردم توسط سیاستمداران، آگاهی تولیدکنندگان از سطح رضایت مشتریان و پیش‌بینی تغییرات بازار با توجه به نظرات افراد اشاره کرد. سرعت زیاد و هزینهٔ کم مهم‌ترین عوامل جایگزین‌کردن عقیده‌کاوی با روش‌های سنتّی (به کمک نیروی انسانی) هستند.
عقیده کاوی یک زمینهٔ تحقیقاتی جدید و نو ظهور است، که با بازیابی اطلاعات و استخراج دانش از متن با استفاده از داده کاوی و پردازش زبان‌های طبیعی (NLP) سروکار دارد. هدف عقیده کاوی این است که کامپیوتر را قادر سازیم که بتواند احساسات را تشخیص و بیان کند. دید یا رفتاری که بر اساس احساسات باشد به جای منطق، احساس گفته می‌شود؛ بنابراین عقیده کاوی به تحلیل احساسات نیز معروف است.
سازمان‌های تجاری پول زیادی را صرف مشاوران و محققان کرده‌اند تا احساسات و عقاید مشتریان را در مورد محصولاتشان بدانند. به‌طور مشابه، افراد نیز به عقاید دیگران در مورد محصولات، خدمات، موضوعات و رویدادها برای یافتن بهترین انتخاب‌ها علاقه‌مند هستند.
این نوع تحقیقات برای جمع‌آوری از میان انجمن‌های وب، بلاگ‌ها، گروه‌های گفتگو و جعبه‌های نظرات در حال حاضر بسیار آسان شده‌است. عقیده را می‌توان از هر شخص در مورد هر چیزی در جهان را می‌توان از طریق سایت‌های نظرسنجی، بلاگ‌ها و گروه‌های گفتگو و … به دست آورد. استخراج اطلاعات و کشف دانش یک زمینهٔ مهم تحقیقاتی است. مسئلهٔ استخراج دانش از شبکه جهانی، چالش برانگیزتر است زیرا داده‌های ذخیره شده در وب بسیار طبیعت پویایی دارند.
داده‌ها به دلیل بروزرسانی‌های دائمی و افزودن اطلاعات جدید در هر لحظه به سرعت در حال تغییر هستند. می‌توان از وبسایت‌ها برای برنامه‌های مختلفی استفاده کرد. یکی از این برنامه‌های مهم وب، جمع‌آوری عقاید و استخراج الگوهای معنادار از آن‌هاست.
در حین فرایند تصمیم‌گیری، اکثر ما از دیگران کمک می‌گیریم. این یک پدیدهٔ طبیعی است که یک تصمیم خوب بر اساس عقیده دیگران به دست می‌آید. قبل از شبکهٔ جهانی وب، از عقیده‌ها به‌طور شفاهی یا توسط کلمات به اشتراک گذاشته می‌شد و ما مجبور بودیم از دوستان خود در مورد اینکه کدام آیتم از دیگران بهتر است سؤال کنیم یا بخواهیم توضیح دهد که کدام ویژگی یک آیتم خوب و کدام بد است. با پیدایش شبکهٔ جهانی وب، اشتراک‌گذاری دانش و کسب مزیت از تجربیات دیگران، ممکن شد.
امروزه بیش از ۷۵۰۰۰ بلاگ جدید با ۱٫۲ میلیون پست جدید روزانه ساخته می‌شود و ۴۰ درصد مردم در جهان مدرن به نظرات، عقاید و توصیه‌های جمع‌آوری شده از بلاگ‌ها، انجمن‌ها و دیگر سایت‌های مربوطه تکیه می‌کنند. این امر اهمیت نیاز به عقیده کاوی را نشان می‌دهد.
چنانچه مشهود است تحلیل احساسات و عقیده‌کاوی، کاربرد قابل توجهی در سیاست دارند. برخی از تلاش‌های انجام شده بر افکارسنجی افراد واجد شرایط رای دادن متمرکز هستند، در حالیکه پروژه‌های دیگر دارای اهداف بلند مدت‌تری مانند کشف جایگاه سیاستمداران (برای مثال چه شخصیت‌های اجتماعی آن‌ها را حمایت کرده یا علیه ایشان هستند) برای بهبود کیفیت اطلاعاتی که رای‌دهندگان به آن دسترسی دارند محسوب می‌شوند.
تحلیل احساسات و عقیده‌کاوی، به عنوان یک فناوری توانمندساز کلیدی در eRulemaking محسوب می‌شود که تحلیل خودکار عقایدی که افراد دربارهٔ سیاست‌های در حال اجرا یا لایحه‌های دولتی ارائه می‌کنند را امکان‌پذیر می‌سازد.
که از این دانش می‌توان برای اکتشاف در وبلاگ‌های مربوط به مسائل قانونی که از آن‌ها با عنوان «blawgs» یاد می‌شود نیز استفاده کرد. هم‌افزایی عقیده‌کاوی و تحلیل احساسات با جامعه‌شناسی می‌تواند بسیار پربار واقع شود. برای مثال، این مسئله که ایده‌ها و نوآوری‌ها چگونه انتشار یافته و عمومی می‌شوند، نیازمند پاسخ به این پرسش است که چه کسانی به‌طور مثبت یا منفی به آن ایده یا نوآوری گرایش داشته‌اند و بر همین اساس کشف این است که چه کسانی کمتر یا بیشتر پذیرای انتقال اطلاعات خاصی هستند. در نهایت، این مثال را می‌توان در نظر گرفت که «نظریه توازن ساختار» (structural balance theory) به‌طور متمرکز به قطبش گره‌های بین افرد و ارتباط آن با انسجام گروهی می‌پردازد. این ایده‌ها در حال حاضر برای رسانه‌های اجتماعی استفاده و اجرا می‌شود.

حدوداً از سال ۲۰۰۰ میلادی، الگوریتم‌هایی که در داده‌کاوی برای کلاس‌بندی classification استفاده می‌شدند، برای عقیده‌کاوی به کار گرفته‌شدند. استفاده از کیسهٔ کلمات در این الگوریتم‌ها بسیار مورد توجه قرار گرفت. پس از آن، روش‌های مبتنی بر دستور زبان و لغت‌نامه با الگوریتم‌های کلاس‌بندی ترکیب شدند تا نتایج بهتری حاصل شود. در سال‌های اخیر استفاده از محتوای وب و شبکه‌های اجتماعی برای یادگیری خودکار ماشین و هوش مصنوعی بسیار مورد توجه قرار گرفته‌است.
با توجه به این‌که هر چه داده‌های یادگیری بیشتر باشد، احتمال بهتر شدن نتایج بیشتر می‌شود، محققین در تلاش هستند تا بتوانند داده‌های یادگیری را بدون دخالت انسان ایجاد کنند [,]. این کار باعث می‌شود که از این حجم عظیم نظرات و انبوه داده‌های که دائماً در حال افزایش است، بدون صرف وقت و هزینهٔ زیاد استفاده شود.